# Mezinárodní den památky obětí holocaustu
Mezinárodní den památky obětí holocaustu připadá na 27. ledna. Byl vyhlášen Valným shromážděním Organizace spojených národů 1. listopadu 2005 na jeho 42. plenárním zasedání. Tento den má připomínat utrpení přibližně šesti milionů Židů, 220 tisíc Romů, 15 tisíc homosexuálů a milionů dalších nevinných obětí v době holokaustu za druhé světové války. Datum 27. ledna bylo vybráno záměrně, jelikož 27. ledna 1945 byl Rudou armádou, pod vedením maršála Ivana Stěpanoviče Koněva, osvobozen nacistický koncentrační a vyhlazovací tábor Auschwitz-Birkenau (Osvětim-Březinka), slouží však jako symbol osvobození všech ostatních nacistických koncentračních táborů. Návrh na vyhlášení tohoto dne byl podán Izraelem, Spojenými státy americkými, Austrálií, Kanadou a Ruskem. Podpořilo jej 91 členských zemí.
Česká republika vyhlásila 27. leden významným dnem poprvé v roce 2000, a to z iniciativy České rady pro oběti nacismu, Federace židovských obcí v ČR a dalších organizací, následně byl v roce 2004 zákonem ustanoven jako „Den památky obětí holocaustu a předcházení zločinům proti lidskosti“.